# Dadianijeva palača
Dadianijeva palača je zgodovinski in arhitekturni narodni muzej (gruzijsko: დადიანების სასახლეთა ისტორიულ-არქიტექტურული მუზეუმი) v mestu Zugdidi, regiji Samegrelo-Zemo Svaneti, v Gruzija. Dadianijeva palača velja za eno najimenitnejših palač na Kavkazu. 

## Zgodovina
Prvo razstavo o arheoloških izkopavanjih starodavnega mesta Nakalakevi je pripravil megrelijski princ David Dadiani in je bila postavljena leta 1840. Tri palače tvorijo sodoben muzejski kompleks, katerega del sta tudi cerkev Blažene Matere Božje in botanični vrt Zugdidi. Muzej zgodovine in arhitekture Dadianijeve palače hrani nekaj eksponatov kulturne dediščine Gruzije - gradivo iz Tagiloni zaklada, sveti suknjo Matere Božje, ikono kraljice Bordohan - matere kraljice Tamare, rokopise iz 13. do 14. stoletja, miniature, spominsko relikvije dinastije Dadiani in predmete, povezane s francoskim cesarjem Napoleonom Bonapartejem - v palačo jo je prinesel mož hčere Davida Dadianija, princ Achille Murat, vnuk Napoleonove sestre Karoline.
Palača je bila 1. maja 1921 v celoti spremenjena v muzej na pobudo gruzijskega etnografa in geologa Akakija Čanturia.

## Arheološka zbirka
V začetku leta 1848 je samegrelski princ David Dadiani svojim gostom prikazal arheološko in numizmatično zbirko iz Nokalakevija, arheološkega najdišča v Samegrelu. Nekatere eksponate je našel David Dadiani sam, nekaj pa jih je kupil od naseljencev v njegovi domeni. Najpomembnejše arheološko izkopavanje Davida Dadianija je bilo raziskovanje Nokalakevija - v antiki znanega kot Arheopolis.